# Districtul Djelida
Djelida este un district din provincia Aïn Defla, Algeria.